# Dacznaja (przystanek kolejowy w obwodzie moskiewskim)
Dacznaja (ros. Дачная) – przystanek kolejowy w miejscowości Aprielewka, w rejonie narofomińskim, w obwodzie moskiewskim, w Rosji. Położony jest na linii Moskwa – Briańsk – Kijów.